# São Paulo Railway

Logotipo estilizado The São Paulo Raiway Company

The São Paulo Railway Company, Limited foi a primeira ferrovia do estado de São Paulo, Brasil. As linhas da empresa ligavam cidades do planalto paulista (Estação Jundiaí) ao litoral (Estação Valongo/Santos).

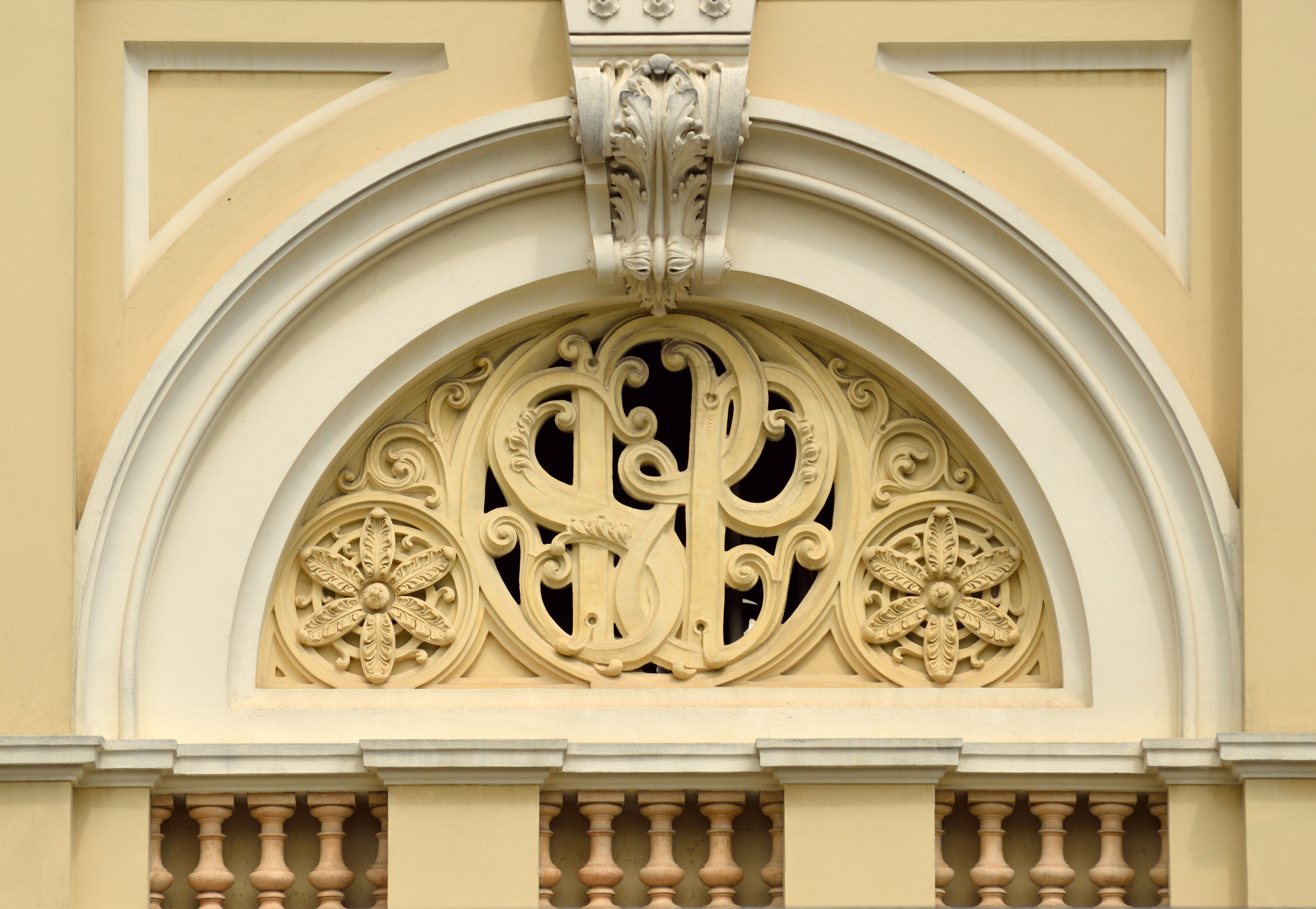
O gradil da atual Estação da Luz remete ao nome original do complexo: São Paulo Railway.

## História

### Antecedentes
Em 1727, Francisco de Melo Palheta introduziu em terras brasileiras o cultivo do café, sem saber que, um século depois, seu consumo viria a ser largamente difundido e incentivado com o estouro da Revolução Industrial na Europa, o que trouxe grande desenvolvimento econômico às regiões cultivadas. Assim, a partir de meados do Século XIX, o café começou a tomar o lugar do açúcar como principal produto de exportação do Brasil.
O Rio de Janeiro foi pioneiro na nova cultura, mas sua expansão continuou em direção ao Vale do Paraíba, logo alcançando o interior paulista, onde se consolidou nas regiões de Campinas, Rio Claro, Ribeirão Preto e Mogi Mirim. Isso porque o plantio do café esgota o solo com muita rapidez, fazendo com que pólos produtores tendam a se deslocar. 
Em São Paulo, esse deslocamento afastou cada vez mais as lavouras do porto do Rio, dificultando seu escoamento. A alternativa era o Porto de Santos, no litoral da própria Província de São Paulo. Porém, entre a zona cafeeira e o porto havia o maior obstáculo ao desenvolvimento da província: os 800 metros de desnível da Serra do Mar.
A travessia da serra do planalto à baixada santista era feita valendo-se de muares organizados em tropas de centenas de animais, principalmente através da Estrada Velha de Santos, ao longo da qual havia pousadas para repouso dos viajantes e pastos para as mulas, e por outros caminhos como a antiga trilha Tupiniquim, que mais tarde seria a base do traçado de serra da São Paulo Railway. 
Mas esses caminhos eram precários - a própria Estrada Velha chegou praticamente a ser interditada dois anos após sua inauguração, de tanto ser usada pelos tropeiros - e restringiam o cultivo do café até Rio Claro, já que o custo do frete para qualquer localidade além desse limite era tão alto que tornava inviável qualquer atividade, sendo que a maior parte do carregamento se perdia pelo caminho.
Devido a todos esses fatores, era urgentemente necessário o estabelecimento de uma via eficiente que possibilitasse a transposição de pessoas e mercadorias pela Serra do Mar.

### Primeiros projetos
Um grupo de brasileiros, em 1839, submeteu à apreciação do engenheiro Robert Stephenson um anteprojeto, referente à construção de uma estrada de ferro através da Serra do Mar, pois essa constituía um entrave ao progresso da Baixada Santista e do próprio Estado de São Paulo - pois, praticamente, isolava o Porto de Santos de toda a zona produtora do planalto.
Robert Stephenson era filho de George Stephenson, inventor da primeira locomotiva a vapor e construtor da estrada de ferro entre Manchester e Liverpool, precursora de todas as estradas de ferro do mundo. O projeto brasileiro foi considerado prematuro e, consequentemente, abandonado.

### Construção

#### Projeto de Mauá
Em 1859, Barão de Mauá, junto com um grupo de pessoas, convenceu o governo imperial da importância da construção de uma estrada de ferro ligando São Paulo ao Porto de Santos. O Barão de Mauá ordenou os estudos e os exames do trecho compreendido entre Jundiaí e o alto da Serra do Mar.
O trecho de 800 metros de descida da Serra do Mar era considerado impraticável; exigia tal perícia dos engenheiros, que só poderia ser realizada através de excepcional experiência. Por isso, Mauá foi atrás de um dos maiores especialistas no assunto: o engenheiro ferroviário britânico James Brunlees.
A primeira dúvida sobre a projetada São Paulo Railway era referente aos custos, já que o contrato oferecido esboçava uma ferrovia de bitola larga (1 metro e 60 centímetros) através do traçado mais curto, entre Santos e Jundiaí.
Brunlees veio examinar a Serra. Achou que uma estrada de ferro podia escalá-la, por um custo dentro dos limites estabelecidos, e aceitou o contrato.

Faltava agora achar alguém disposto a executar o projeto. Foi-se atrás de Daniel Makinson Fox, engenheiro que havia adquirido experiência na construção de estradas de ferro através das montanhas do norte do País de Gales e das encostas dos Pirenéus. A descoberta do traçado definitivo foi feita a partir do litoral, conforme Fábio Cyrino, na sua obra Café, Ferro e Argila:
Fox percorreu a Serra do Mar de cima a baixo, mas a descoberta de uma passagem através da muralha da serra, na qual os trens podiam trafegar, só foi encontrada quando o engenheiro desembarcava em Santos, pois a mesma só era possível se avistar de longe. Nessa ocasião Fox percebeu uma fissura que se estendia até o cume, sendo a mesma interrompida por uma grota aparentemente intransponível, a Grota Funda, e deste ponto foi possível vislumbrar a rota definitiva para a estrada ao longo do vale do Rio Mogi.
Fox propôs então que a rota para a escalada da Serra deveria ser dividida em quatro declives, com o comprimento de 1 781, 1 947, 2 096 e 3 139 metros, respectivamente, tendo cada um a inclinação de 8%. No final de cada declive, seria construída uma extensão de linha de 75 metros de comprimento, chamada de "patamar", com uma inclinação de 1,3%. Em cada um desses patamares, deveriam ser montadas uma casa de força e uma máquina a vapor, para promover a tração dos cabos.
A proposta foi aprovada por Brunless e uma nova empresa foi criada: The São Paulo Railway Company Ltd.
Muitos engenheiros e trabalhadores vieram também de outros países como Suíça e Alemanha. Alguns deles passaram a residir na cidade de Itu. Muitos vieram para outras cidades onde também, posteriormente fizeram parte do ciclo do café como Rio Claro e Araras. 
Uma das famílias que residiram em Itu, posteriormente em Araras, vindos da Suíça para trabalhar na SP Railway foi a de Frederich Rüegger. Seus descendentes residem atualmente na cidade de Araras, interior de São Paulo.

#### Construção do trecho de planície
No dia 15 de março de 1860, começou a construção do trecho de Santos a Piaçagüera, ao pé da Serra do Mar, com 20 km. Para isso, foi necessário construir duas pontes paralelas, cada uma com 150 metros de comprimento, para unir Santos ao continente. Posteriormente, tiveram de ser transpostos o rio Mogi, com uma ponte com três aberturas de 20 metros cada uma, e o rio Cubatão, com outra ponte de quatro aberturas de 23 metros cada.

#### Subida da Serra do Mar

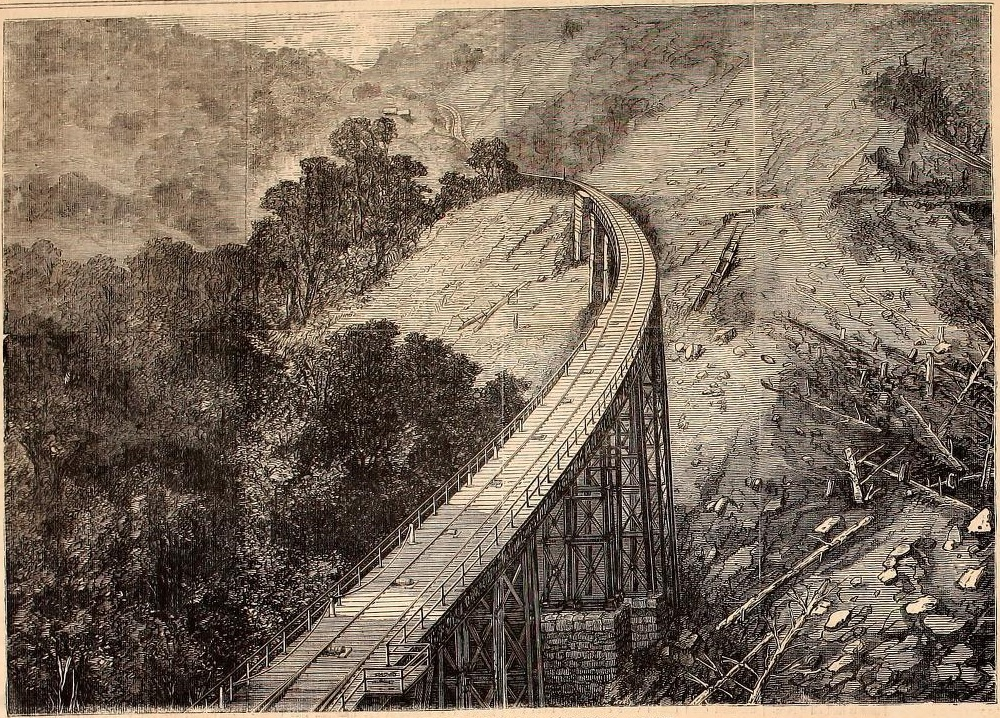
O viaduto da Serra (Harper's Weekly, Vol. 12, nº 623, 05 d dezembro de 1868).

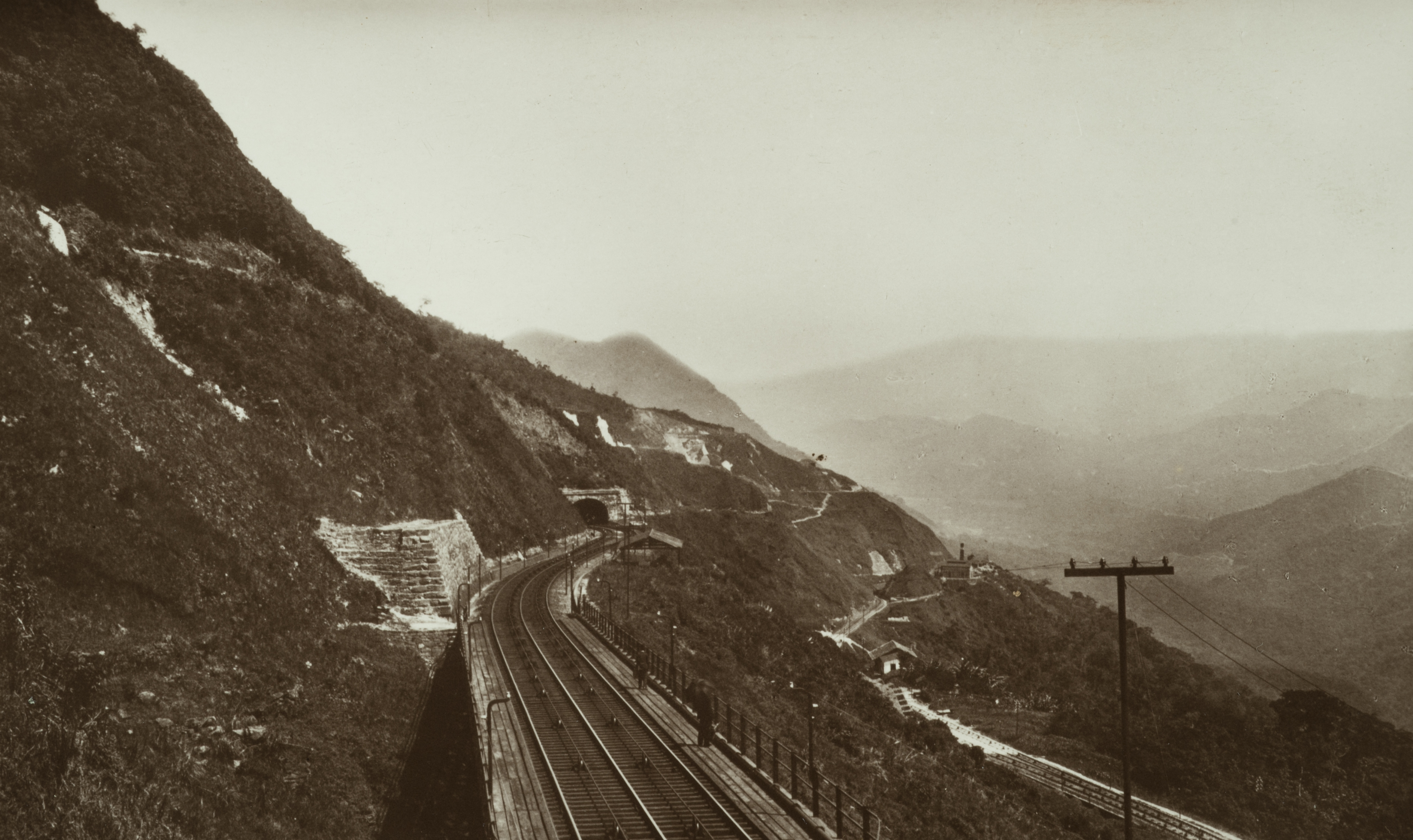
S. P. R. Serra II.

No alto da serra foi criada uma estação que serviu de acampamento de operários que foi chamada de Paranapiacaba. Ela possibilitava a troca de sistema pelos trens.
A estrada foi construída sem o auxílio de explosivos, pois o terreno era muito instável. A escavação das rochas foi feita somente com cunhas e pregos. Alguns cortes chegaram a 20 metros de profundidade. Para proteger o leito dos trilhos das chuvas torrenciais foram construídos paredões de alvenaria de 3 a 20 metros de altura, o que consumiu 230 000 metros cúbicos de alvenaria.
A despeito de todas as dificuldades, a construção terminou 10 meses antes do tempo previsto no contrato, que era de oito anos. 
A São Paulo Railway foi aberta ao tráfego a 16 de fevereiro de 1867.

### Construção da Serra Nova
O grande volume de café transportado para o Porto de Santos fez com que em 1895 se iniciasse a construção de uma nova estrada de ferro, paralela à antiga, chamada de Serra Nova.
Para essa nova estrada de ferro foi utilizado um sistema endless rope, ou "sem-fim" (funicular). Nesse sistema o percurso era dividido em cinco seções, em cada uma delas havia máquinas de 1 000 cv instaladas em posições subterrâneas, embora estas máquinas não ultrapassassem a potência de 951 cv. 
Para cada composição que subia havia uma outra composição de peso próximo ou equivalente, de modo a contrabalançar as forças de subida e descida e desta maneira, permitir às máquinas fixas, um esforço mínimo.
No deslocamento da composição, de um plano para outro, uma máquina chamada locobreque, que acompanhava os vagões, possuía uma tenaz que se prendia ao cabo impulsor até a seção seguinte, onde se realizava a mudança de cabo, e assim sucessivamente até o pé da serra. O sistema foi inaugurado em 1901, sendo apelidado de Serra Nova, enquanto a antigo, de Serra Velha.

### Quebra do monopólio inglês
Em 1889 foram feitos os primeiros protestos contra o monopólio britânico sobre a rota do porto de Santos. Porém haviam leis que protegiam a contratação de exploração privada das ferrovias. Assim, não se poderia construir outra ferrovia dentro da distância de 31 quilômetros para cada lado na mesma direção que esta seguia.
A Companhia Mogiana de Estradas de Ferro planejou, ainda em 1889, construir uma linha nova partindo de sua linha em Atibaia, seguindo o lado paulista aos pés da Serra da Mantiqueira, cortando o Vale do Paraíba até chegar ao porto de São Sebastião, criando acesso das plantações de café paulista a outro porto de escoação para o exterior.
Porém, os administradores da SPR, ao saberem do projeto, compraram a Estrada de Ferro Bragantina, que estava bem no meio do trajeto necessário, e a expandiram, impossibilitando definitivamente a passagem de outra ferrovia na região sem ferir as proteções legais de concessão.
Ainda em 1889, por outro lado, também se projetou um novo trajeto do que viria a ser a Linha Mairinque-Santos, a qual começou a ser efetivamente construída em 1929, pela Estrada de Ferro Sorocabana, e foi inaugurada em 1935, quebrando efetivamente o monopólio.

### Encampação
Em 13 de setembro de 1946 acabou o contrato de 80 anos da São Paulo Railway; então ela foi encampada pelo Estado brasileiro e em 27 de setembro de 1947 foi transformada na Estrada de Ferro Santos-Jundiaí. 
Dez anos depois, em 1957 , a Estrada de Ferro Santos Jundiaí foi uma das empresas que formou a RFFSA, juntamente com outras empresas ferroviárias.
Nos anos 60, a volume de carga para o porto de Santos aumentou e o sistema de locobreques tornou-se obsoleto. 
Em 1974, foi inaugurado o Sistema Cremalheira-Aderência, no traçado da antiga Serra Velha, utilizando locomotivas elétricas. 
Em 1984 o sistema de locobreques da Serra Nova foi desativado para cargas, e a partir de 1987 passou a ser utilizado somente para trens turísticos que saíam de Paranapiacaba ao quarto patamar da Serra. 
Em 1994, com o fim dos locobreques turísticos, o sistema foi definitivamente abandonado.
Em 1996, a administração da linha passou para a MRS, que a mantém até hoje.

## Percurso
A São Paulo Railway tinha seu quilômetro zero na cidade de Santos, mais precisamente no bairro do Valongo, na região central. 
Cruzava os municípios de Cubatão, Santo André (Paranapiacaba), Rio Grande da Serra, Ribeirão Pires, Mauá, novamente Santo André (área central) e São Caetano do Sul até chegar à Capital Paulista.
Na Capital, seus trilhos ainda serviam como separação entre os distritos do Ipiranga e Vila Prudente e entre Cambuci e Mooca. Cruzavam os distritos do Brás, Bom Retiro, Santa Cecília, Barra Funda, Lapa, Pirituba, Jaraguá e Perus.
Seguindo pelo interior, seu trajeto também abrangia os atuais municípios de Caieiras, Franco da Rocha, Francisco Morato, Campo Limpo Paulista, Várzea Paulista e Jundiaí, onde terminava, no bairro de Vila Arens, quilômetro 139.

### Conexões
A São Paulo Railway conectava-se com:
- Estrada de Ferro Sorocabana - No porto de Santos, em Santos; na Estação Piaçaguera, em Cubatão e na região de Santa Cecília (Estação Júlio Prestes) até a Lapa, onde corriam paralelas, havendo o terceiro intercâmbio ativo
- Estrada de Ferro Central do Brasil - Em Rio Grande da Serra, de forma indireta, através do Ramal de Suzano e na Estação do Brás.
- Estrada de Ferro Perus-Pirapora - Na Estação Perus, em Perus.
- Estrada de Ferro Bragantina - Na Estação Campo Limpo Paulista, em Campo Limpo Paulista.
- Companhia Ytuana de Estradas de Ferro - Na Estação Jundiaí, em Jundiaí.
- Companhia Paulista de Estradas de Ferro - Também na Estação Jundiaí, em Jundiaí. Esta ferrovia, aliás, servia como continuação do leito da SPR, ligando-a até os limites do Estado de São Paulo.

### Estatísticas
| Ano  | Passageiros | Cargas (t) | Ano  | Passageiros | Cargas (t) |
| ---- | ----------- | ---------- | ---- | ----------- | ---------- |
| 1869 | 69 186      | 78 065     | 1923 | 5 527 512   | 3 419 106  |
| 1870 | 75 389      | 68 432     | 1924 | 5 914 363   | 3 479 216  |
| 1880 | 130 854     | 177 482    | 1925 | 7 245 800   | 4 363 490  |
| 1887 | 230 116     | 359 141    | 1926 | 8 347 166   | 4 197 110  |
| 1890 | 422 355     | 607 309    | 1927 | 9 386 691   | 4 632 373  |
| 1900 | 1 115 108   | 1 165 682  | 1928 | 10 773 017  | 4 842 801  |
| 1901 | 1 051 612   | 584 233    | 1929 | 11 726 088  | 5 068 476  |
| 1902 | 1 084 559   | 2 083 371  | 1930 | 10 767 653  | 3 724 296  |
| 1903 | 1 078 503   | 1 437 933  | 1931 | 9 658 597   | 3 820 856  |
| 1909 | 1 538 902   | 2 136 688  | 1940 | 16 289 917  | 5 875 777  |
| 1910 | 1 858 722   | 2 103 882  | 1941 | 16 591 005  | 5 950 386  |
| 1911 | 2 299 531   | 2 377 349  | 1945 | 21 938 250  | 6 547 667  |
| 1916 | 2 794 372   | 2 549 501  | 1946 | 24 020 176  | 6 780 677  |
| 1920 | 4 586 141   | 3 517 302  | -    | -           | -          |

## Preservação

### Estações

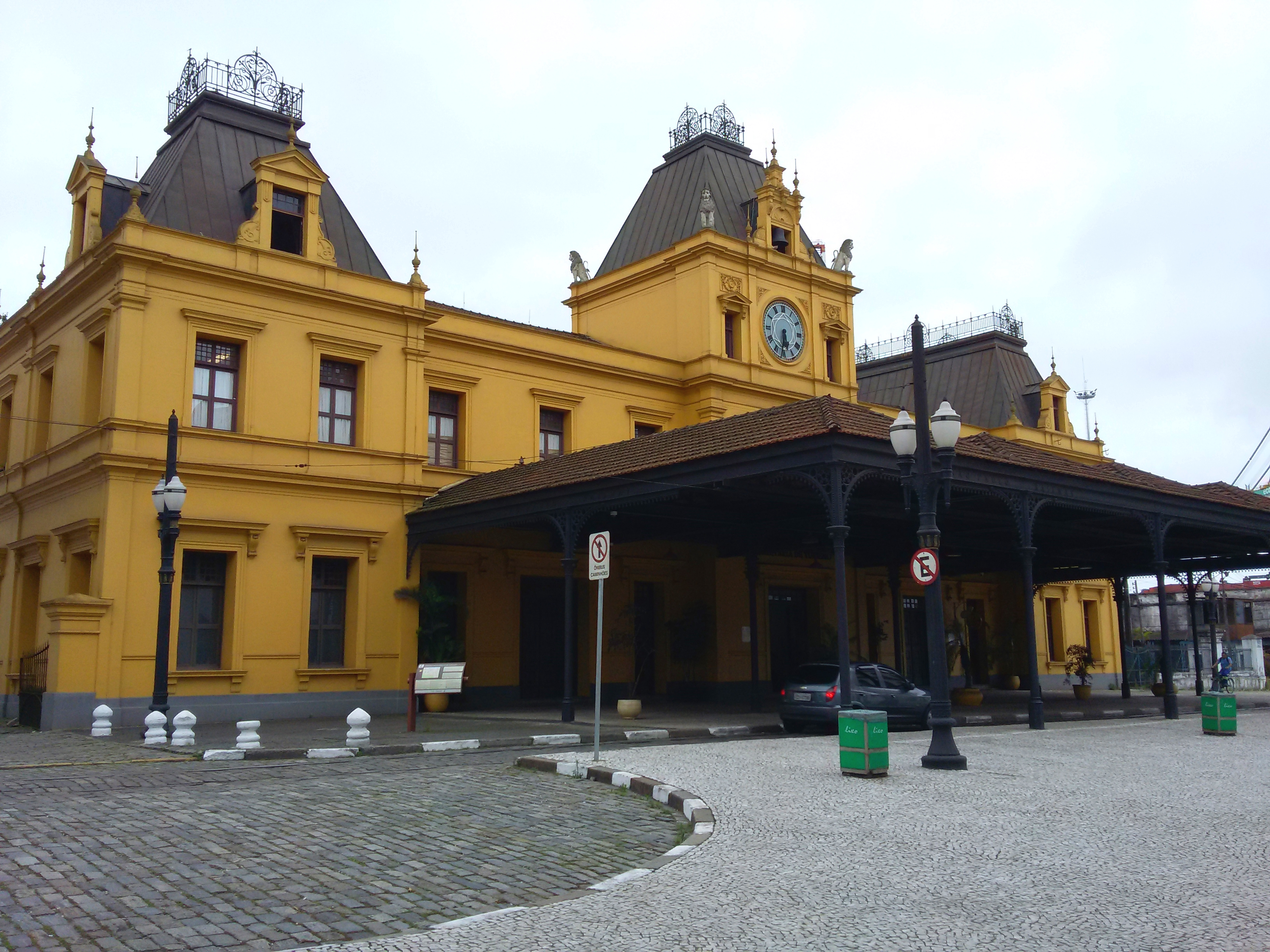
Estação Valongo
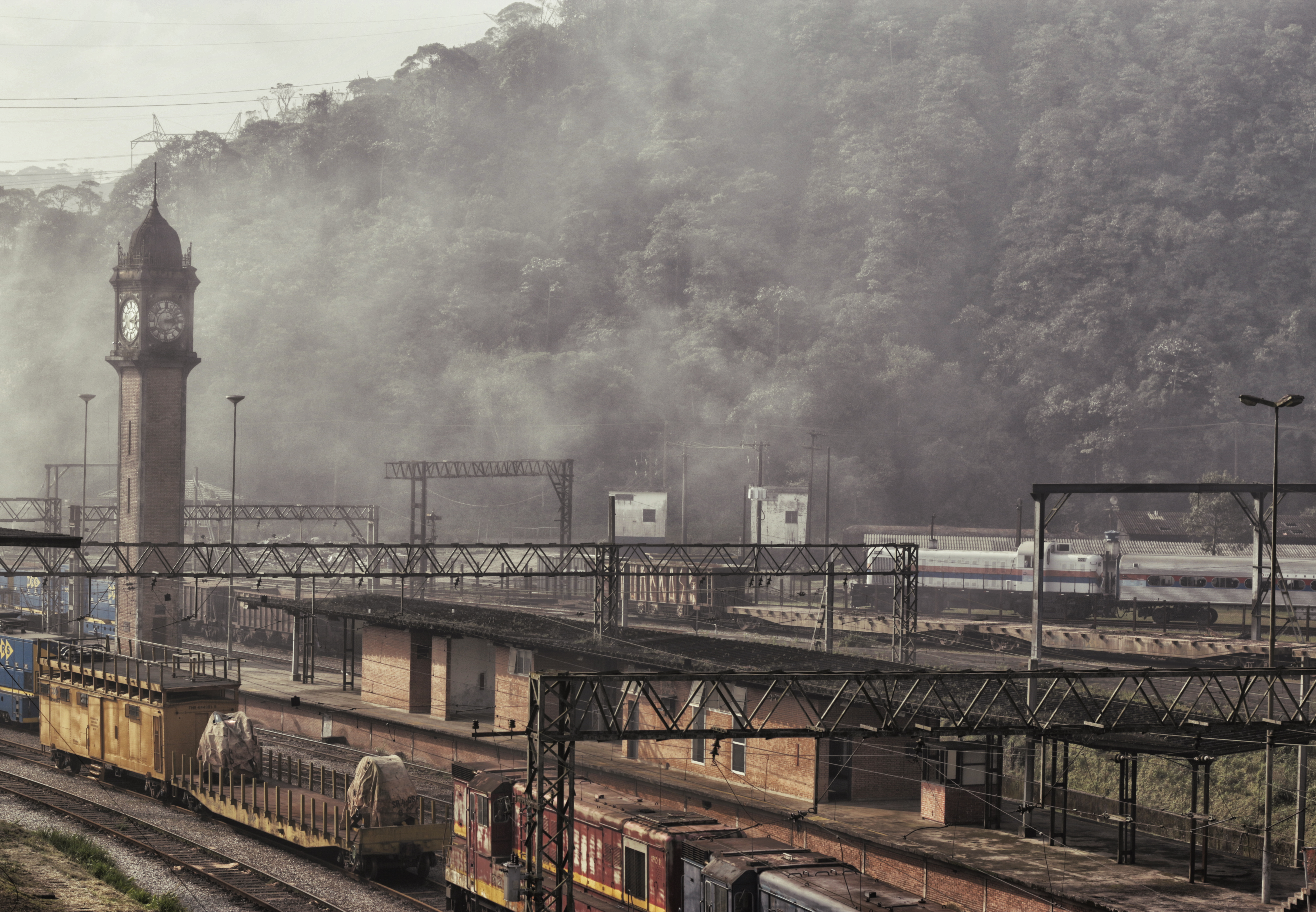
Estação Paranapiacaba
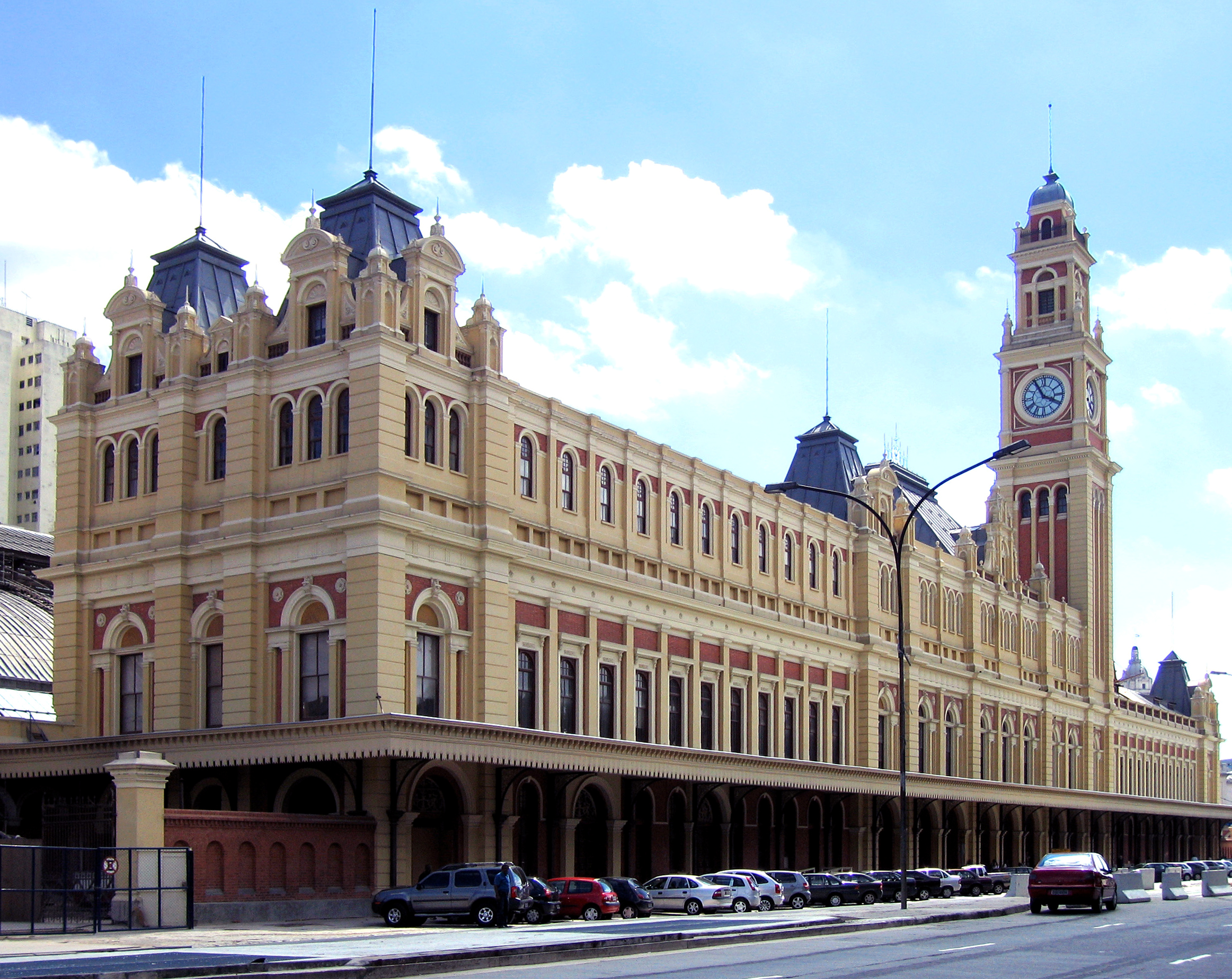
Estação da Luz
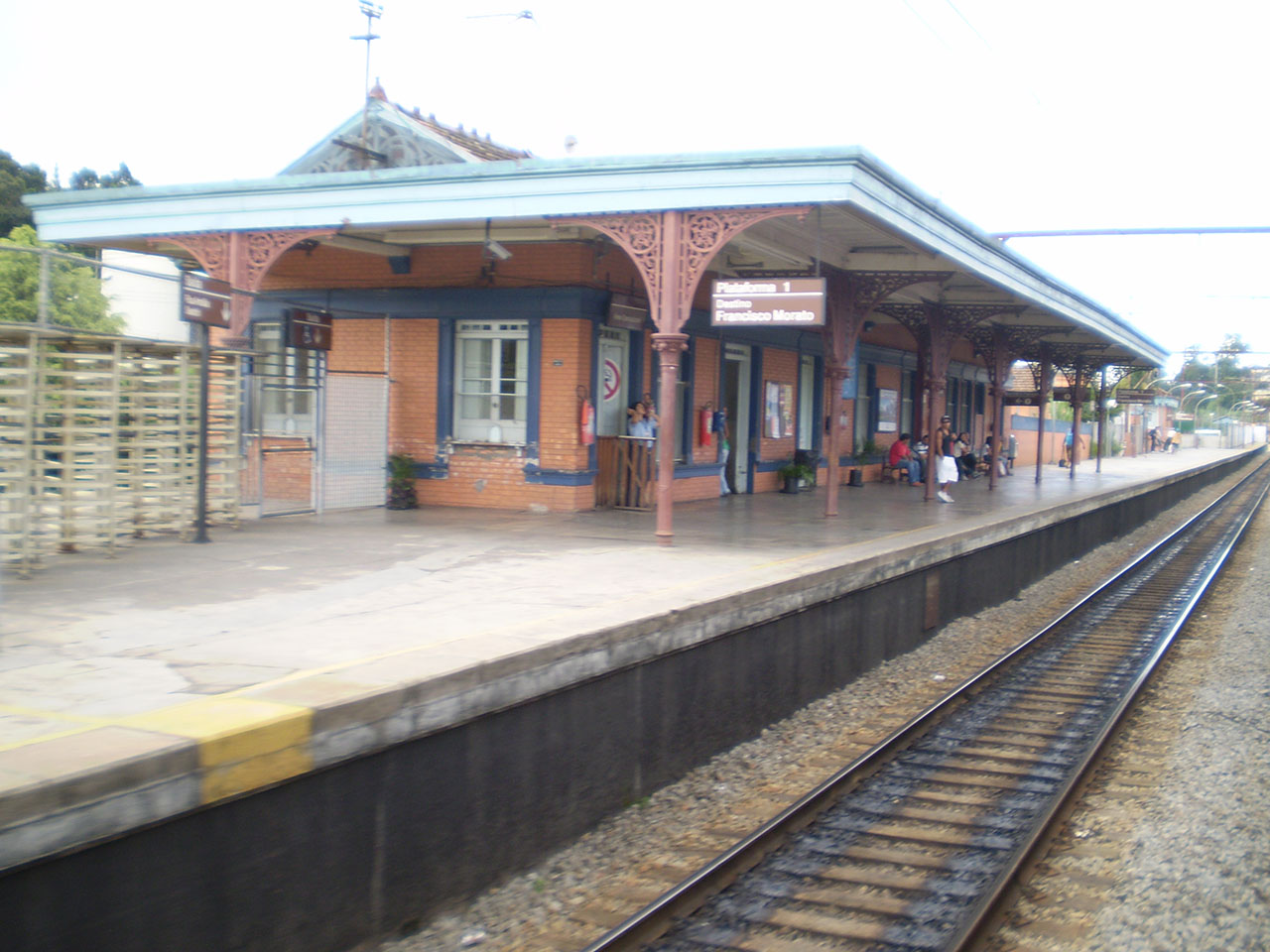
Estação Franco da Rocha (1888–2014)
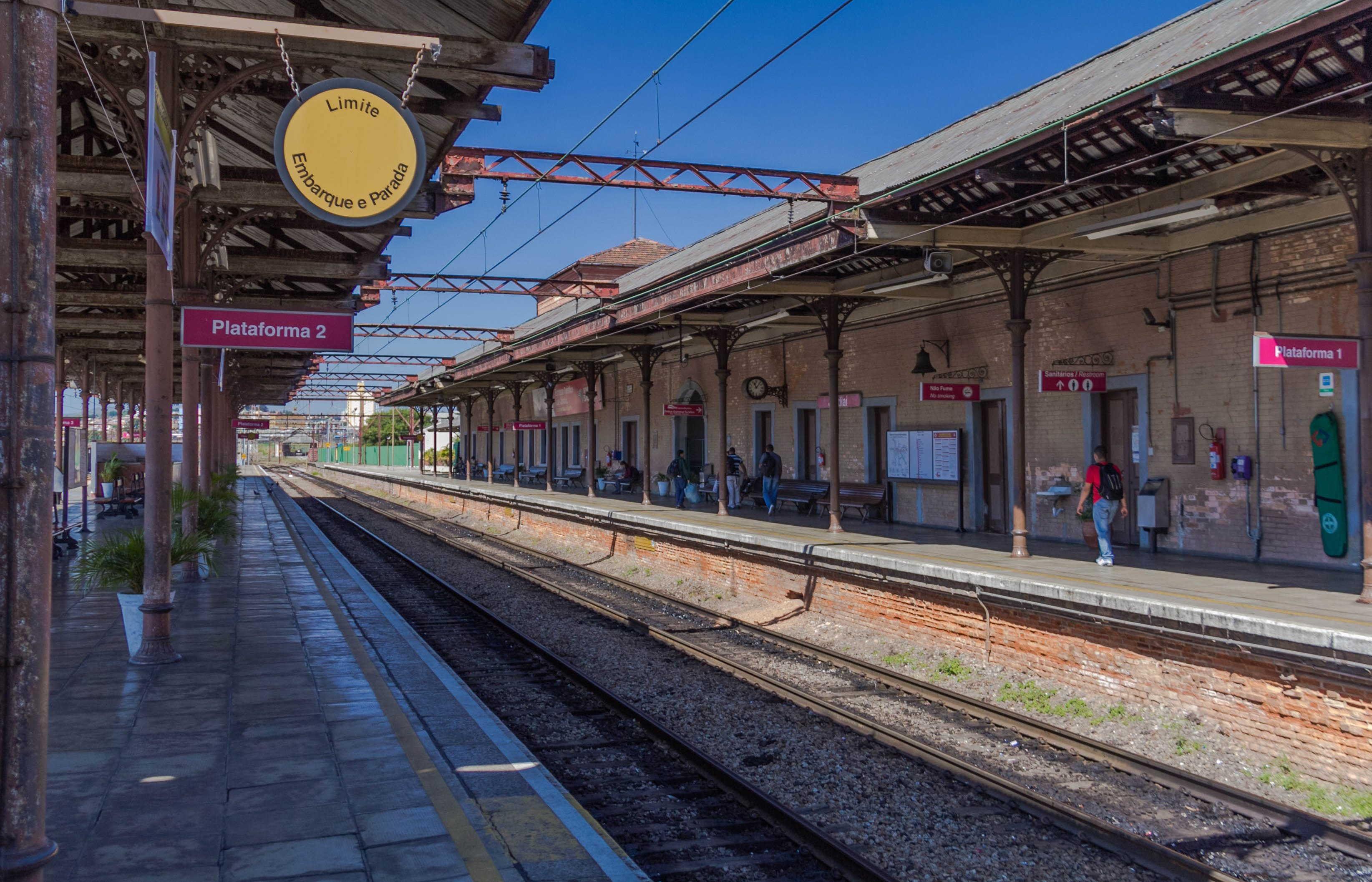
Estação Jundiaí

### Material rodante
- Em poder da ABPF - Regional São Paulo
  - Em São Paulo
    - Locomotiva - #91 (1938);
    - Carros - #1, #7, #16, #19, #37, '#111, #288, #289, #451, #1032 e #1081;
    - Locobreques - #3 (1902), #4 (1900), #9 (1900) e #11 (1902)
    - Serrabreque - #2

  - Em Paranapiacaba
    - Locomotivas - 1 (1907, bitola 0,60 m), #10 (1867) e #15 (1865);
    - Carro - #112;
    - Locobreques - #7 (1900), #8 (1900), #14 (1902), #17 (1903), #18 (1903), #19 (1931) e #20 (1931);
    - Serrabreque - #1
- Em poder da Amsted-Maxion
  - Em Cruzeiro
    - Locomotivas - #166 (1931) e #167 (1931); São as únicas locomotivas Sentinel no mundo ainda operando comercialmente.
- Em poder da Indústria Nacional de Artefatos Laminados
  -     - Locomotiva -  #6 (1903)
- Em poder da CPTM
  - Em Jundiaí
    - Locobreque - #16

  - Em São Paulo
    - Locobreque - #2 (1900)
- Em poder da CRAEGEA
  - Em Suzano
    - Locomotivas - #2 (1889)
- Em poder da Usina Central do Paraná
  - Em Porecatu
    - Locomotivas - #n.d. (1907, bitola 0,60 m)
- Em poder de Osíris Stenghel Guimarães
  - Em Ponta Grossa
    - Locomotivas - 1 (1907, bitola 0,60 m)

Portanto, ainda restam dez locomotivas (sendo três de bitola 0,60 m), doze carros, treze locobreques e dois serrabreques ex-SPR existentes e preservados.